# Haukajauratj
Haukajauratj är en sjö i Gällivare kommun i Lappland och ingår i Kalixälvens huvudavrinningsområde. Sjön har en area på 0,152 kvadratkilometer och ligger 516 meter över havet. Haukajauratj ligger i Sjaunja Natura 2000-område.
Namnet är samiskt och kan på svenska översättas med Gäddtjärnen.

## Delavrinningsområde
Haukajauratj ingår i det delavrinningsområde (750094-166100) som SMHI kallar för Mynnar i Kalixälvens vattendragsyta. Medelhöjden är 568 meter över havet och ytan är 33,08 kvadratkilometer. Räknas de 2 avrinningsområdena uppströms in blir den ackumulerade arean 103,43 kvadratkilometer. Oallajohka som avvattnar avrinningsområdet har biflödesordning 2, vilket innebär att vattnet flödar genom totalt 2 vattendrag innan det når havet efter 356 kilometer. Avrinningsområdet består mestadels av skog (70 procent) och sankmarker (19 procent). Avrinningsområdet har 0,42 kvadratkilometer vattenytor vilket ger det en sjöprocent på 1,3 procent.